# Enfield Town
Enfield Town – dzielnica Londynu, w gminie London Borough of Enfield. W dzielnicy Enfield Town mieści się duże centrum handlowe. Dzielnica z zabudowaniem typowo wiktoriańskim. Na terenie Enfield znajdują się trzy duże parki, szpital i trzy komisariaty policji.
Transport na Enfield jest stosunkowo dobrze zorganizowany. Przeważa tu komunikacja autobusowa (autobusy 121, 313, 279, 497, 397, W8). Istnieją również trzy odrębne linie kolejowe. Podróż z Enfield Lock na lotnisko w Stansted zajmuje ok. 30 minut. Główne drogi Enfield to Suothbury Road, Hertford Road oraz Cambridge Road, prowadząca do autostrady M25, łączącej Londyn z innymi miastami północnej części Wielkiej Brytanii. W dzielnicy znajduje się stacja kolejowa Enfield Town.